# Carcineretidae
De Carcineretidae is een uitgestorven familie uit de superfamilie Portunoidea van de infraorde krabben (Brachyura).

## Systematiek
De Carcineretidae omvat volgende geslachten: 
- Branchiocarcinus  †  Vega, Feldmann & Sour-Tovar,
- Cancrixantho  †  Van Straelen, 1934
- Carcineretes  †  Withers, 1922
- Mascaranada  †  Vega & Feldmann, 1991